# Kunovo (Kratovo)
Kunovo (macedónul: Куново) település Észak-Macedóniában, a Északkeleti körzetben, Kratovo községben.

## Népesség
| Lakosok száma | 142  | 185  | 166  | 88   | 32   | 12   | 7    | 3    |      |
|               | 1948 | 1953 | 1961 | 1971 | 1981 | 1991 | 1994 | 2002 | 2021 |

- 2002-ben 3 lakosa volt, akik mindannyian macedónok.